# Kościół Narodzenia Najświętszej Maryi Panny w Strzyżowie
Kościół Narodzenia Najświętszej Maryi Panny – rzymskokatolicki kościół w Strzyżowie, pierwotnie cerkiew unicka, a następnie prawosławna.

## Historia
Unicka cerkiew w Strzyżowie została wzniesiona w 1724. Na jej miejscu w 1817, z inicjatywy ks. Eliasza Zborowickiego, zbudowano nową świątynię. W 1875, wskutek likwidacji unickiej diecezji chełmskiej, strzyżowska świątynia została przymusowo zamieniona na cerkiew prawosławną.
W dwudziestoleciu międzywojennym cerkiew w Strzyżowie pozostała czynna. Należała do parafii wchodzącej w skład struktur dekanatu hrubieszowskiego diecezji warszawsko-chełmskiej, liczącej 2843 wiernych w latach 20. i 3820 w 1939. Po II wojnie światowej (w czasie której budowla doznała znacznych strat) i wysiedleniach ludności ukraińskiej wyznania prawosławnego obiekt przeszedł na własność katolików. W 1946 został rekoncyliowany na kościół, zaś rok później stał się świątynią parafialną. Po zmianie wyznania budowla została przebudowana: usunięto z niej wejścia boczne, poszerzono przedsionek, zacierając cechy pierwotnego stylu obiektu.

## Architektura
Kościół w Strzyżowie jest budowlą drewnianą, o konstrukcji zrębowej, szalowaną, orientowaną, jednonawową. Jedyna nawa świątyni została przedłużona po przebudowie cerkwi na kościół. Pomieszczenie ołtarzowe w kościele jest zamknięte trójbocznie, od północy przylega do niego zakrystia. Nawa i prezbiterium kryte są pozornymi sklepieniami o łuku spłaszczonym, zakrystię kryje strop. Nad całą budowlą znajdują się dachy dwuspadowe, nad nawą wzniesiona została pojedyncza wieżyczka z sygnaturką. Dzwonnica kościelna jest wolno stojącą konstrukcją wybudowaną w tym samym czasie, co cała budowla sakralna. Jest to obiekt drewniany, szalowany, o konstrukcji słupowo-ramowej, czworoboczny, zwieńczony dachem namiotowym.
We wnętrzu kościoła znajdują się trzy dziewiętnastowieczne ołtarze: główny z wizerunkiem Matki Boskiej z Dzieciątkiem oraz dwa boczne. Boczne ołtarze św. Stanisława Kostki i Przemienienia Pańskiego mają pochodzenie unickie i znajdowały się pierwotnie w cerkwi w Horodle. Z tej samej świątyni pochodzi obraz Ostatniej Wieczerzy, także namalowany w XIX w. W tym samym stuleciu powstała ambona, również przeniesiona z Horodła. W strzyżowskim kościele znajdują się również rzeźby dwóch aniołków wykonanych w stylu barokowym. Pozostałe elementy wyposażenia (druga ambona, chrzcielnica, ławki, konfesjonały) powstały w 1939 w pracowni Czesława Łacińskiego w Hrubieszowie.